# Форсеті
Форсеті — бог справедливості, найсправедливіший суддя серед богів і людей у германо-скандинавській міфології.
1. ↑  Балдур // Энциклопедический словарь / под ред. И. Е. Андреевский — СПб: Брокгауз — Ефрон, 1891. — Т. IIа. — С. 796.
2. ↑  Cassell's Dictionary of Norse Myth & Legend — 2002. — С. 23. — 494 с. — ISBN 0-304-36385-5